# Talbach (Starzel)
Der Talbach, auch Dorfbach genannt, ist ein Bach im baden-württembergischen Zollernalbkreis.  Nach insgesamt über 6 km langem Lauf anfangs nach Osten, danach und überwiegend in nördliche Richtungen, mündet er, gleich nachdem er das Dorf Rangendingen durchquert hat, unterhalb der Flussbrücke der Straße nach Hirrlingen von links in die untere Starzel.

## Geographie

### Verlauf
Der Talbach beginnt seinen Lauf etwa 1,9 km nordwestlich der Ortsmitte von Grosselfingen nahe am Aussiedlerhof Hinter Erlen dieser Gemeinde. Dort beginnt auf etwa 545 m ü. NHN am Gewann Stockbrunnen ein von einem Feldweg begleiteter Graben in ausgeräumter Ackerbaulandschaft, der recht geradlinig ostnordostwärts läuft. Erst nach einem Kilometer beginnt sich das Gewässer nördlich des Grosselfinger Erlenhofs etwas einzutiefen, nun steht im Gewann Pfarrgarten ein niedriges Hangwäldchen über dem linken Ufer.
Noch einmal einen halben Kilometer weiter, der Bach hat inzwischen begonnen, sich etwas zu schlängeln, tritt die aus Grosselfingen kommende L 391 über ein kurzes Nebental in die Talmulde, sie wird den Bach nunmehr meist ziemlich nahe bis zu seiner Mündung begleiten. Dort wendet sich der Talbach nach links auf künftig geschlängelten Lauf in nördliche Richtungen durch ein Waldgebiet, in dem der Bach sich stärker in die Landschaft eingräbt.
Von links laufen einige Waldbäche von teils über anderthalb Kilometern Länge zu, während der Bach vom steiler ansteigenden rechten Hang her kürzere Läufe aufnimmt. Nach etwa zwei Kilometern in seiner Talmulde öffnet sich die Talflur zu einer Wiesenaue, in welcher der Bach von einer Galerie begleitet weiterfließt. Kurz vor dem Ortsrand von Rangendingen durchfließt der Talbach einen Vorteich und dann das Hauptbecken des dauerhaft zu einem etwa hektargroßen See angestauten Hochwasserrückhaltebeckens Im Tal, das schon 1954 erbaut wurde und hinter einem über 13 Meter hohen Erddamm im Hochwasserfall zu den gewöhnlichen 21.000 m³ Wasser weitere 177.000 m³ zurückhalten kann. Der See dient auch der Erholung und dem Baden.
Der wieder ausgeflossene Talbach tritt etwa einen Viertelkilometer meist zwischen Häusern von Rangendingen weiter am Rande der Oberdorfstraße in eine Verdolung ein, die ihn unterirdisch durchs Dorf führt. Erst kurz vor seiner Überquerung durch die am Nordrand des Dorfes entlangführende Bahnstrecke Hechingen–Eyach tritt er wieder ins Freie. Eingezwängt zwischen dem wenig weiter abwärts mündenden Sendelgraben im Westen und der L 391 im Osten erreicht er recht bald die Starzel, in die er dann auf etwa 413 m ü. NHN gleich unterhalb der Flussbrücke der Landesstraße von links einmündet.
Der Talbach mündet nach einem 6,2 km langen Weg mit mittlerem Sohlgefälle von etwa 21 ‰ rund 132 Höhenmeter unterhalb seines Grabenanfangs am Gewann Stockbrunnen.

### Einzugsgebiet
Das Einzugsgebiet des Talbachs ist 9,7 km² groß und dank seiner langen Zuflüsse von dieser Seite stark linkslastig. Naturräumlich gesehen liegt es weit überwiegend im Südwestlichen Albvorland, mit seinen höchsten, südöstlichen Anteilen im Starzel-Albvorland des Unterraums Ostflügel des Westlichen Albvorlandes, mit den mittleren, sich durch seine linken Waldzuflüsse weit nach Südwesten erstreckenden in den Keuperrandhügeln des Kleinen Heubergs des Unterraums Mittlerer Teil des Westlichen Albvorlandes. Der nur kleine mündungsnahe Teil, etwa ab der Siedlungsgrenze von Rangendingen, gehört dagegen zum Unterraum Eyach-Gäuplatten des Nachbarnaturraums Obere Gäue. Der mit etwa 590 m ü. NHN höchste Punkt liegt an der Südwestspitze auf der Acker-Hochebene seines oberen Gebietsteils nahe der selbst außerhalb liegenden Domäne Oberer Homburgerhof von Grosselfingen.
Den größten Gebietsanteil hat die Gemeinde Grosselfingen mit der ackerbaulich genutzten Hochfläche im Süden und einem großen Teil des sich nördlich anschließenden Waldgebietes, darin beschränkt sich die Besiedlung auf wenige Hofstellen. Ein nur recht kleiner gehört zum Stadtteil Weilheim von Hechingen im mittleren Osten, er ist unbesiedelt und umfasst im Wesentlichen den rechten Hangwald des Tals vom Nordschwenk des Bachlaufs bis zur Öffnung der Talaue. Der mündungsnächste Anteil von Rangendingen kommt nach Fläche fast dem Grosselfinger gleich, er beginnt schon im Wald des mittleren Einzugsgebietes und umfasst den größeren Teil des Dorfes Rangendingen und damit den allergrößten Teil der Besiedlung.
Reihum grenzen die Einzugsgebiete der folgenden Nachbargewässer an:
- Im Osten fließt der Zimmerbach etwas oberhalb ebenfalls nordwärts zur Starzel, er konkurriert meist über seinen linken Zufluss Weiherbach;
- im Nordwesten fließt der Sendelgraben zur Starzel, in die er gleich nach dem Talbach mündet;
- im Westen grenzen die Einzugsgebiete einiger rechter Zuflüsse der Eyach an, die dem Neckar vor der Starzel zumündet, die größeren davon sind der Stettener Sulzbach, der Owinger Dietenbach und zuoberst der Grosselfinger Talbach.

### Zuflüsse und Seen
Hierarchische Liste der Zuflüsse,  Seen und  Hochwasserrückhaltebecken, jeweils von der Quelle zur Mündung. Gewässerlänge, Seefläche, Einzugsgebiet und Höhe nach den entsprechenden Layern auf der Onlinekarte der LUBW. Andere Quellen für die Angaben sind vermerkt.
Ursprung des Talbachs ca. 1,9 km nordnordwestlich der Ortsmitte von Grosselfingen nahe dem Aussiedlerhof Hinter Erlen im Gewann Stockbrunnen.
- (Flurbach von Erlenhof her), von rechts und Südwesten auf etwa 499 m ü. NHN am Nordknick des Bachs beim Eintritt der L 391 in es, ca. 1,2 km[LUBW 6] und ca. 0,6 km². Entsteht auf etwa 545 m ü. NHN südöstlich von Erlenhof.
- (Flurbach vom Rand des Heiligenhölzles), von links und Westsüdwesten auf etwa 498 m ü. NHN kurz nach dem vorigen, ca. 2,4 km[LUBW 6] und ca. 0,9 km². Entsteht auf bis zu 584 m ü. NHN, nahe der Domäne Oberer Homburger Hof am Waldrand des Heiligenhölzles, dauerhafterer Durchfluss aber wohl nur auf den letzten 0,5 km.
- (Waldbach durchs Gewann Bosch), von links und Westsüdwesten auf etwa 479 m ü. NHN, 1,0 km und ca. 0,5 km². Entsteht auf etwa 544 m ü. NHN in der Flur kurz vor dem Waldgewann Bosch.
- Hagenbach, von links und Westsüdwesten auf etwa 467 m ü. NHN kurz nach dem vorigen, 1,7 km und ca. 0,8 km². Entsteht auf etwa 573 m ü. NHN an einem Feldwegknick am Waldrand im Gewann Umlauf.
- (Bach von der Kohlplatte), von links und Westsüdwesten auf etwa 455 m ü. NHN, 1,9 km und ca. 0,9 km². Entsteht auf etwa 580 m ü. NHN an der Kohlplatte im Grosselfinger Wald. Lange Grenzbach zu Rangendingen.
- (Bach aus dem Eppendorn), von rechts und Südosten auf etwa 435 m ü. NHN nach dem Waldaustritt, ca. 0,6 km[LUBW 6] und ca. 0,2 km². Entsteht auf etwa 510 m ü. NHN im Waldgewann Eppendorn.
- Durchfließt zwischen den ersten Häusern von Rangendingen an den Hängen auf unter 430 m ü. NHN Vorteich und Becken des Hochwasserrückhaltebeckens Im Tal, zusammen 1,1 ha.. Der 1954 errichtete, 13,5 Meter hohe Erddamm der von der Gemeinde Rangendingen betriebenen Einrichtung hält gewöhnlich 21.000 m³ Wasser zurück, im Hochwasserfall weitere bis zu 177.000 m³, die gesteuert wieder abgelassen werden.[LUBW 7]
- Wolfentalbach, von links und Südwesten auf unter 420 m ü. NHN zuletzt verdolt in Rangendingen, 3,3 km und ca. 2,4 km². Entspringt auf etwa 562 m ü. NHN einer Quelle am Nordostabfall des Owinger Bergs.
  -  Durchfließt zwischen neueren Siedlungsteilen von Rangendingen auf unter 430 m ü. NHN das gewöhnliche leere Becken des Hochwasserrückhaltebeckens Wolfental. Der 1956 errichtete, 9,4021.000 m³ Wasser zurückhalten, die ungesteuert wieder abgelassen werden.[LUBW 7]

Mündung des Talbachs von links und zuletzt Süden auf etwa 413 m ü. NHN am Nordrand von Rangendingen gleich unterhalb der Flussbrücke der L 391 in die untere Starzel. Der Talbach ist 6,2 km lang und hat ein 9,7 km² großes Einzugsgebiet.

## Geologie
Im Einzugsgebiet des Talbachs liegen auf den höheren Partien im Südwesten, Süden und Osten Gesteine des Schwarzjuras, vom Ontususton über den Obtususton, den Arietenkalk und den Angulatensandstein bis hinab zum Psilonotenton. In den tieferen, am Lauf ab dem Laufknick nach Norden, steht dagegen Gestein des Mittelkeupers an, erst ein recht breiter Streifen von Knollenmergel (Trossingen-Formation), darunter auf einer tieferen, welligeren Höhenstufe Stubensandstein (Löwenstein-Formation). An den Talhängen der tieferen Bachläufe streichen Untere Bunte Mergel (Steigerwald-Formation) und ein schmales Schilfsandstein-Band (Stuttgart-Formation) aus, darunter liegt auf wieder großer Fläche der Gipskeuper (Grabfeld-Formation).
Schon auf der flach nach Ostnordosten anfallenden Hochebene im Süden begleiten breite quartäre Schwemmlandbänder den Lauf des Talbachs und seines ersten linken Zuflusses. Im Quellbereich seines nächsten linken Zuflusses ist die Hochebene dann mit quartärem Lösssediment bedeckt. Ein Auenlehmband um den nordwärts laufenden Bachabschnitt beginnt schon im unteren Knollenmergel, an den flachen Talflanken daneben ist teilweise wieder Schwemmland abgelagert, besonders auch am oberen Wolfentalbach, wo ebenfalls das Auenlehmband früh einsetzt.

### LUBW
Amtliche Online-Gewässerkarte mit passendem Ausschnitt und den hier benutzten Layern: Lauf und Einzugsgebiet des Talbachs

Allgemeiner Einstieg ohne Voreinstellungen und Layer: Daten- und Kartendienst der Landesanstalt für Umwelt Baden-Württemberg (LUBW) (Hinweise)
1. 1 2 3 4 5  Höhe nach dem Höhenlinienbild auf dem Hintergrundlayer Topographische Karte.
2. 1 2  Länge nach dem Layer Gewässernetz (AWGN).
3. 1 2  Einzugsgebiet nach dem Layer Basiseinzugsgebiet (AWGN).
4. ↑  Seefläche nach dem Layer Stehende Gewässer.
5. ↑  Einzugsgebiet abgemessen auf dem Hintergrundlayer Topographische Karte.
6. 1 2 3  Länge abgemessen auf dem Hintergrundlayer Topographische Karte.
7. 1 2  Daten des Hochwasserrückhaltebeckens nach dem Layer Stauanlage.

### Andere Belege
1. ↑  Abfluss-BW - Daten und Karten
2. ↑  Friedrich Huttenlocher: Geographische Landesaufnahme: Die naturräumlichen Einheiten auf Blatt 178 Sigmaringen. Bundesanstalt für Landeskunde, Bad Godesberg 1959. → Online-Karte (PDF; 4,3 MB)
3. ↑  Geologie nach den Layern zu Geologische Karte 1:50.000 auf: Mapserver des Landesamtes für Geologie, Rohstoffe und Bergbau (LGRB) (Hinweise)